# Let Siberia Airlines 1812
Let Siberia Airlines 1812 byl charterový let ruské společnosti Sibir Airlines spojující Tel Aviv a Novosibirsk. Odpoledne 4. října 2001 byl letoun Tupolev Tu-154M (registrace RA-85693), který jej obsluhoval, nad Černým mořem omylem sestřelen ukrajinským námořnictvem, které provádělo v oblasti vojenské cvičení. Zahynuli všichni na palubě (66 cestujících a 12 členů posádky). Ukrajina nejprve vinu popírala, posléze však připustila, že letoun pravděpodobně sestřelila raketa systému S-200 vypálená během cvičení, a vyplatila pozůstalým odškodnění.
Let 1812 odstartoval z Tel Avivu a nabral kurz do Novosibirsku. Nad Černým mořem letěl ve výšce 36 000 stop (11 000 m), když řídící centrum v Soči ztratilo náhle s letounem kontakt. Brzo poté pilot arménského letadla letícího přes moře ohlásil v 13:45 moskevského času explozi a následný pád ruského stroje do vody. Letadlem většinou cestovali Izraelci, kteří letěli do Ruska navštívit své příbuzné. V Izraeli byl vyhlášen státní smutek, vlajky byly spuštěny na půl žerdi, držela se minuta ticha a školy věnovaly tragédii zvláštní hodinu. V lese u Ben Šemen byl obětem tragédie postaven pomník.
Ruští činitelé odmítli americké tvrzení o sestřelu raketou země-vzduch jako „pozornosti nedůstojné“, a ruský prezident Vladimir Putin sdělil následujícího dne tisku, že: „zbraně použité v takových cvičeních mají vlastnosti, které jim znemožňují dostat se do letového koridoru, kterým se letadlo pohybovalo.“ Mluvčí ukrajinského ministerstva obrany Konstantin Chivrenko poznamenal, že: „ani směr, ani dosah [raketových střel] neodpovídají praktickému ani teoretickému místu, ve kterém letadlo explodovalo“.
Dne 10. října 2001 prohlásil prezident Ukrajiny Leonid Kučma ohledně leteckého neštěstí, že je připraven souhlasit s jakýmkoli závěrem ruských vyšetřovatelů týkajícím se příčin této události. Zároveň Kučma při diskusi o možném zhoršení vnějšího obrazu Ukrajiny vyzval, aby se z toho nestala tragédie, protože by se mohly dělat chyby „mnohem většího, planetárního rozsahu“. Kromě toho Kučma prohlásil, že nemá v úmyslu odvolat ministra obrany Alexandra Kuzmuka jako velmi cenného zaměstnance. Toto prohlášení Kučmy šokovalo jak příbuzné obětí, tak i tým samotného prezidenta: jako protest rezignoval jeho tiskový mluvčí Alexandr Martyněnko a nahradil ho Igor Storožuk. Sám Kuzmuk napsal žádost o rezignaci již v den katastrofy, ale Kučma zdržoval proces, předpokládaje, že by musel přiznat vinu ukrajinských ozbrojených sil na tragédii.
Dne 24. října 2001 se Kučma ve svém televizním projevu oficiálně přiznal, že letoun Tu-154 byl sestřelen ukrajinskou raketou, omluvil se občanům Ukrajiny za to, co se stalo, a oznámil, že odvolání Kuzmuka bylo konečně přijato. Přitom se předpokládalo, že konečné rozhodnutí o odvolání bylo až po požadavcích hlavního kyjevského rabína Jakova Dova Blaicha, který vyzval Kučmu, aby učinil konkrétní „organizační závěry“; stejný den se také setkal tajemník rady národní bezpečnosti a obrany Ukrajiny Jevhen Marčuk a náměstek šéfa prezidentské administrativy Oleksandr Orěl s izraelským velvyslancem v Kyjevě Annou Azari.
Dne 25. října byl ze služby v armádě propuštěn velitel PVO generálplukovník Vladimir Tkačov. Z jejich pozic byli také odvoláni zástupce velitele PVO pro bojovou přípravu generálporučík V. V. Dějakov (vedoucí raketových cvičení na polygonu Opuče v ten den), šéf radiotechnických vojsk PVO generálmajor Ju. Korotkov, plukovníci A. Lunev a N. Žilkov, podplukovníci M. Alpatov a V. Ševčenko. Byl odvolán generálporučík V. Kalinyuk, velitel 49. sboru. Velitel divize S-200 major J.Venger byl přeřazen na nižší pozici. Přitom žádný z vojáků nebyl postaven před soud.